# Ivo Svetina
Ivo Svetina, slovenski pesnik, dramatik, esejist in prevajalec, * 6. september 1948, Ljubljana.

## Življenje in delo
Ivo Svetina se je rodil 6. septembra 1948 v Ljubljani. Diplomiral je leta 1977 iz primerjalne književnosti in literarne teorije na Filozofski fakulteti v Ljubljani. Objava njegove pesmi Slovenska apokalipsa v Tribuni (1968) je sprožila odziv vodilnih slovenskih kulturnikov v pamfletu "Demokracija da - razkroj ne!". V poznih šestdesetih in zgodnjih sedemdesetih letih je deloval v eksperimentalnih gledališčih (Pupilija Ferkeverk, umetrniški vodja eksperimentalnega gledališča Pekarna), bil član literarne skupine 441 oz. 442. ter se kasneje zaposlil kot dramaturg in urednik na RTV Slovenija. Med letoma 1985 in 1992 je deloval kot dramaturg in umetniški vodja Slovenskega mladinskega gledališča, od leta 1998 do 2014 je bil direktor 
Slovenskega gledališkega muzeja ter član žirije na Ministrstvu za kulturo. 2014 je bil izvoljen za predsednika Društva slovenskih pisateljev, ponovno 2017, a je že poleti 2018 odstopil.
Svetina je od leta 1980 dejaven tudi kot član odbora Slovenskega društva za primerjalno književnost. Za svoja pesniška in dramska dela je prejel več nagrad, med njimi leta 2005 Veronikino nagrado za najboljšo pesniško zbirko Lezbos. Izdal je več kot 20 pesniških zbirk, napisal več gledaliških iger, pravljic in esejev. Prevedel je tudi Shakespearovo tragedijo Romeo in Julija, Tibetansko knjigo mrtvih in Tri tibetanske misterije (tradicionalne tibetanske igre).
Prvo samostojno pesniško zbirko, Plovi na jagodi pupa magnolija do zlatih vladnih palač, je izdal leta 1971. Sledile so še druge njegove pesniške zbirke: Botticelli (1975), Joni (1976), Dissertationes (1977), Almagest (1991), Glasovi snega (1990), Disciplina bolečine (1993), Zakoni vode in lesa (1997), Svitanice (1998), Lesbos (2005), Vrt pozabe (2005) ter Pes in Perzijci (2008). Poleg poezije Ivo Svetina ustvarja tudi poetične drame, ki so postavljene v oddaljene zemeljske, mitološke in duhovne svetove. Njegove ideje izhajajo iz vzhodnih kultur, religij in filozofskih sistemov. Mednje sodijo: Lepotica in zver (1985), Biljard na Capriju (1986), Šeherezada (1988), Tibetanska knjiga mrtvih (1992) in Tako je umrl Zaratuštra (1995). Svetina je znan tudi kot esejist in pisatelj otroških pravljic: Aves, ptičji kralj (1990), Pravljica o jari kači (1990), Deček in muha (1990), Kozel vrtnar (1993), Belin (1997).

## Pesnik
V prvi pesniški zbirki Plovi na jagodi pupa magnolija do zlatih vladnih palač (1971) je Svetinovo pisanje polno erotike in metafor. Prav tako v zbirkah: Heliks in Tibija (1973), Vaša partijska ljubezen, Očetje! Herojska smrt življenje (1976). Metaforika doseže svoj vrhunec v zbirki Botticelli (1975), pri zbirki Joni (1976) se je Svetina usmeril v poetiko oriaentalskega razumevanja telesa.
Z zbirkami Dissertationes (1977), Bulbul (1982), Marija in živali (1986) in Péti rokopisi (1987) prestopi v prostor neevropskega senzualizma.
V zbirki Glasovi snega (1993) se Svetina približa evropski civilizacijski matriki. V pesmih te zbirke je izpostavljeno postmoderno občutje breztemeljnega, tesnobno v nič ujetega človeka. Pesmi so oštevilčena besedila, povezujejo jih paradoksi, ki mišljenje in poezijo postavljajo v prostor dvoma, upanja in iskanja. Vrnitev v svet čiste, simetrične lepote in estetike predstavlja zbirka Zakoni vode in lesa (1997).
Svitanice (1998) so zadnja zbirka, kjer pesnik opisuje svet in njegovo kaotično stanje, razdrobljeno v nize nejasnih podob.

## Dramatik
V dramskih delih Svetina funkcijo nasilnega dramskega junaka dodeli moškemu, medtem ko ženski pripade status zapostavljene žene, mične mladenke, torej orodje v službi moškega. Osrednji lik običajno pooseblja zahodnjaka, ki ga želja po prevladi, preseganju povprečnosti obsuje z nesrečo in se sprevrže v utopično sanjarijo. Med letoma 1985 in 1999 je izdal naslednja dramska dela: Lepotica in zver ali Kaj se je zgodilo z Danico D.? (1985), Biljard na Capriju/Šeherezada (1989), Zgodba iz južnega gozda ali Kdo je ubil sonce (1989), Tibetanska knjiga mrtvih (1992), Kamen in zrno (1993), Vrtovi in golobica (1994), Zarika in sončnica (1995), Tako je umrl Zaratuštra (1996), Babilon (1996) ter Ojdip v Korintu (1999).

## Pisatelj otroških pravljic
Del literarne pozornosti je Svetina namenil tudi mlajši populaciji s pravljicami: Aves, ptičji kralj (1990), Pravljica o jari kači (1990), Deček in muha (1990), Kozel vrtnar (1993) in Belin (1997).

### Pesniške zbirke
- Plovi na jagodi pupa magnolija do zlatih vladnih palač (1971) (COBISS)
- Heliks in Tibija (1973) (COBISS)
- Botticelli (1975) (COBISS)
- Vaša partijska ljubezen, Očetje! Herojska smrt življenje (1976) (COBISS)
- Joni (1976) (COBISS)
- Dissertationes (1977) (COBISS)
- Bulbul (1982) (COBISS)
- Marija in živali (1986) (COBISS)
- Péti rokopisi (1987) (COBISS)
- Knjiga očetove smrti: videnja, izreki 1989 (1990) (COBISS)
- Almagest (1991]) (COBISS)
- Disciplina bolečine: stance praznine (1993) (COBISS)
- Glasovi snega (1993) (COBISS)
- Disciplina bolečine (1993) (COBISS)
- Zakoni vode in lesa: 1993-1995 (1997) (COBISS)
- Svitanice (1998) (COBISS)
- Svit (2000) (COBISS)
- Stihi, videnja, izreki (2001) (COBISS)
- Oblak in gora (2003) (COBISS)
- Pesmi nevednosti (2004) (COBISS)
- Lesbos (2005) (COBISS)
- Vrt pozabe (2005) (COBISS)
- Na obali oceana tovarna poezije (2008) (COBISS)
- Pes in Perzijci (2008) (COBISS)
- Stimmen slowenischer Lyrik 2 (2008) (COBISS)
- Sfingin hlev (2010)
- Kentaver, maline in --- alkohol (pesmi v prozi, 2011)
- Strašni delavci 2009-2014 (2014)
- Oče, tvoje oči gorijo 2012-2016 (2017)
- Drevesa (soavtor fotograf Gregor Radonjić, 2020)
- Méle (2022)

### Dramska dela
- Lepotica in zver ali Kaj se je zgodilo z Danico D.? (1985) (COBISS)
- Biljard na Capriju/Šeherezada (1989) (COBISS)
- Zgodba iz južnega gozda ali Kdo je ubil sonce (1989)
- Tibetanska knjiga mrtvih (1992) (COBISS)
- Kamen in zrno (1993) (COBISS)
- Vrtovi in golobica (1994) (COBISS)
- Zarika in sončnica (1995)
- Tako je umrl Zaratuštra (1996) (COBISS)
- Babilon (1996) (COBISS)
- Ojdip v Korintu (1999) (COBISS)
- Maldoror (2001)
- Pasijon po Kocbeku : inspirirano z dnevniškimi zapiski Edvarda Kocbeka s poti v Jajce jeseni 1943 (2008)
- Stolp : dramska pesnitev (2010)
- Grobnica za pekarno : skoraj dokumentarna drama (2010)
- Ada Sapfo : Igra o pesnjenju (2013)
- ABC oder KRIEG (2015)
- V imenu matere (2018)
- Rojstvo venere (uprizoritev 2018)

### Esejistika
- Zlata kapica (1993) (COBISS)
- Platonovi mizarji (1995) (COBISS)
- Med smislom in skrivnostjo : izbrani spisi o slovenski poeziji (2010)
- Gledališče Pekarna 1971-1978 (rojstvo gledališča iz duha svobode: pričevanje, 2016)

### Proza
- Malabar (2021, potopisni roman)
- Smisel rože (2022, avtobiografija)
- Mal di mare (2024, poetični roman, posvečen renesančni pesnici Gaspari Stampa 1523-1554)